# Ceux qui veillent
Pour plus de détails, voir Fiche technique et Distribution.
Ceux qui veillent est un film documentaire belge réalisé en 1939 par Gaston Schoukens et sorti en 1940.

## Synopsis
La mobilisation de l'armée belge en septembre 1939, la présentation du système de défense et des différents types d'unités.

## Fiche technique
- Titre : Ceux qui veillent
- Autre titre : La Belgique est bien défendue
- Réalisation : Gaston Schoukens
- Photographie : G. Defrise, P. Duval, Paul Flon, Charles Lengnich et Albert Putteman
- Son : José Lebrun
- Production : Productions Gaston Schoukens
- Pays d'origine :  Belgique
- Genre : Documentaire
- Durée : 71 minutes
- Date de sortie : Belgique - 22 février 1940